# Акшов
 Акшов  — село в Старошайговском районе Мордовии в составе  Старотеризморгского сельского поселения.

## География
Находится на расстоянии примерно 6 километров по прямой на юго-запад от районного центра села Старое Шайгово.

## История
Основано в 1922 году переселенцами из села Старая Теризморга, названо по речке Акшу. 

## Население
Постоянное население составляло 31 человек (мордва-мокша 100%) в 2002 году, 5 в 2010 году .